# Prix AmadéO de piano
El Premio Amadeo de Piano (Prix AmadèO de piano) es un premio internacional de música para pianistas profesionales y aficionados.

## Historia
Fue creado en el año 2005 siendo un galardón internacional destinado a los jóvenes pianistas. Desde 2006, el premio, avalado por la Fundación Alink-Argerich, lo organiza la Stichting Euriade. El evento inicialmente tenía lugar en el castillo de Vaalsbroek, Vaals, Países Bajos, aunque desde 2007 se celebra en Aquisgrán, Alemania.
En 2013, el premio Amadeo, con sede en Aquisgrán, se desliga de la Euriade y organiza los premios por su cuenta en colaboración con las autoridades musicales de Renania del Norte-Westfalia. Premia a los pianistas aficionados con talento y de cualquier edad. A partir de la 11ª edición, de 2015 el concurso de piano se anuncia como International Piano Competition Aachen MozArtè, patrocinado por la marca Kawai de pianos, el Consejo Regional de Renania, el Lions Club de Aquisgrán, la WDR de Colonia (televisión) y otros varios patrocinadores.

## Jurado
El jurado internacional, presidido por Ilja Scheps y Andreas Frolich, se compone cada año de grandes figuras internacionales del piano. A este jurado han pertenecido, entre otros, Alfredo Oyágüez (España), Piotr Paleczny (Polonia), Klaus Kaufmann (Alemania / Austria), Pavel Gililov (Alemania / Rusia), Chen Jiang (China), Andrea Bonatta (Italia), Marián Lapšanský (Eslovaquia), Tamás Ungar (EE.UU.) o Zhao Yi Dan (China).

## Condiciones
El límite de edad para el Premio de Amadeo profesional es de 28 años. Todas las piezas deben estar completamente preparadas y ejecutadas de memoria. No se permite la repetición de una obra.
La primera ronda consiste en una grabación de CD 15-20 minutos con un programa libre. En segunda ronda y durante 15 minutos hay que interpretar algún estudio de Chopin, Liszt, Rachmaninov, Debussy y Saint-Saëns. En la semifinal de 50 se debe incluir una sonata de Beethoven, entre otras. Y en la final, se tiene que interpretar con orquesta de cámara un concierto para piano de Mozart. En 2016 cayó por razones de costes por parte de conciertos en la final, y en su lugar, los finalistas tuvieron una recitar programa de auto-seleccionada.
El Premio Amadeo para aficionados se concede al ganador de un concurso, en el que los participantes interpretan programas libres de 25 minutos como máximo.

## Premios
- 1. Premio: € 3000
- 2. Premio: € 1500
- 3. Premio: € 1000
- Se concede también premio del público y la oportunidad de ofrecer conciertos en Alemania y en otros países (por ejemplo, en el Festival Internacional de Deyá/España).[2]
- El Premio de Amadeo de aficionados (amater) está dotado con 800, 500 y 300 € para los tres primeros.

## Ganadores del Prix amadéO profesional
| Jahr | Ort       | 1. Preis                                                         | 2. Preis                                          | 3. Preis                                                                                     |
| ---- | --------- | ---------------------------------------------------------------- | ------------------------------------------------- | -------------------------------------------------------------------------------------------- |
| 2017 | Aquisgrán |                                                                  |                                                   |                                                                                              |
| 2016 | Aquisgrán | Elizaveta Ivanova (Russland) und Leonel Morales Herrero (España) | Ayaka Shigeno (Japón)                             | Peter Naryshkin (Ukrania)                                                                    |
| 2015 | Aquisgrán | Natalia Sokolovskaya (Rusia); plus Publikumspreis                | Konstantin Alexeev (Rusia)                        | Marie Kiyone (Japón)                                                                         |
| 2014 | Aquisgrán | Song Young-Kyung (Korea del Sur)                                 | Jeong Nayoung (Korea del Sur)                     | Mihyun Ahn (Korea del Sur) und Anna Buchberger (Deutschland); Publikumspreis Anna Buchberger |
| 2013 | Aquisgrán | - No adjudicado -                                                | Kirill Korsunenko (Ukraine) sowie Publikumspreis  | Sona Berseghian (Armenien) und Olga Stezhko (Weißrussland)                                   |
| 2012 | Aquisgrán | Yedam Kim (Südkorea)                                             | Saskia Giordini (Italien); plus Publikumspreis    | Mao Ishida (Japan)                                                                           |
| 2011 | Aquisgrán | Fabian Müller (Deutschland)                                      | Elmira Sayfullayeva (Weißrussland)                | Xiang Huang (China)                                                                          |
| 2010 | Aquisgrán | Johannes Nies (Deutschland)                                      | Luisa Imorde (Deutschland)                        | Daniel Saroussi (Israel); plus Publikumspreis                                                |
| 2009 | Aquisgrán | Esther Park (USA)                                                | Claire Huangci (USA)                              | Dasul Jung (Südkorea)                                                                        |
| 2008 | Aquisgrán | Jayson Gillham (Australien)                                      | Sae-Nal Kim (Südkorea)                            | Ju Eun Lee (Südkorea) und Jian Wang (China)                                                  |
| 2007 | Aquisgrán | Jae-Kyung Yoo (Südkorea)                                         | Hye-Yeon Park (Südkorea) und Yang Yang (Südkorea) | Vasilios Rakitzis (Griechenland) und Keina Sato (Japan)                                      |
| 2006 | Vaals     | Benyamin Nuss (Deutschland)                                      | Artem Kanke (Ukraine)                             | Sebastian Voltz (Deutschland)                                                                |
| 2005 | Vaals     | Yumi Sato (Japan)                                                | Jia Wang (China)                                  | Asa Mori (Japan) und Boris Radulovis (Serbien)                                               |